# 丸髷

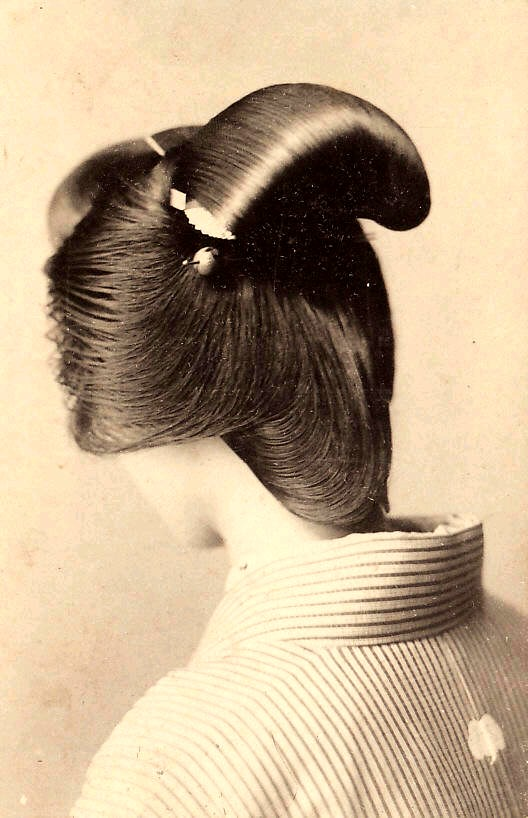
丸髷

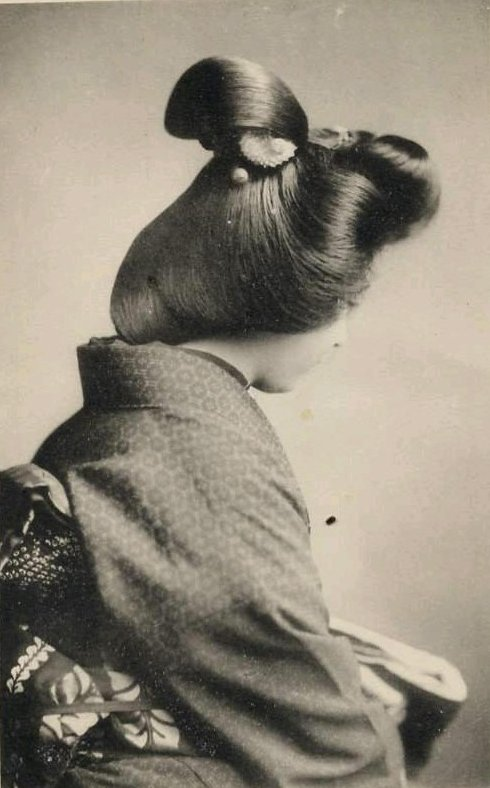
丸髷

丸髷（まるまげ）とは、江戸時代から明治時代を通じて最も代表的な既婚女性の髪形(日本髪)。
江戸時代前期に大流行した勝山髷を変形させたもので、本格的な「丸髷」の登場は文化・文政（1804-1830年）ごろと思われる。幕末には髷の中に和紙製の型を入れるなどして形を保つようになった。

## 特徴
勝山髷とほぼ同じ結い方をするが、髷の輪が厚く広くなって輪と結うより丸に見えるようになったのがこの髷で髷の大きさで年齢が見分けられる（若いほど髷が大きい）。
現在一般には髷の下に布を入れるところで勝山髷と区別している。
江戸時代後期以降、江戸を中心とした東日本（上方を中心とした西日本では「先笄」「両輪」　喜田川 守貞『守貞謾稿』によると現在の愛知県岡崎市内にあったある村の西と東で既婚女性が「先笄」「両輪」に結う地域と「丸髷」に結う地域の二手に分かれたらしい）で、明治以降は全国的に
広く一般に結われていた髷だが、髷の形に個人の好みを反映させるため明治末期には「両国形」「老松形」など数多くの「丸髷型」が売り出されていた。
未婚時代には島田髷が結われるのに対して、結婚すると丸髷に変わるので、オペラ「蝶々夫人」を日本の風俗に忠実に演ずる場合は（長崎の芸者だったヒロインが冒頭で結婚するため）途中で髪形を変えねばならずカツラを二種類用意することがある。

## 丸髷が見られる祭り等
現代においては島田髷、桃割れ、等、娘の髪型は結婚式や舞踊発表会、祭りの時代行列等で見る機会が多いが、丸髷や先笄、両輪等の既婚女性の髪型は歌舞伎や文楽、時代劇以外では見る機会が少ない。以下に、丸髷を見ることができる祭り等を挙げる。
- 2月1日：歳祝い＠鷹巣神社（北秋田市）
- 2月9日：歳祝い（大館市）
- 2月11日：水掛け祭り（一関市）
- 2月11日：ねり子まつり（洲本市）
- 4月17日：まるまげ祭（氷見市）(未婚女性が丸髷で参加)
- 5月3日：嫁見まつり（江南市）
- 7月14日：お札まき（横浜市戸塚区）(男性が女装、音頭取り役が丸髷の鬘を被る)
- 7月22～24日：田島祇園祭（南会津町）
- 9月第4月曜：櫛まつり＠安井金比羅宮（京都市）